# 马修镇
马修镇（英語：Matthew Town）是巴哈马大伊纳瓜岛上唯一的城镇，位于岛的西南角，以1844-1849年间巴哈马总督乔治·马修（George Matthew）命名。马修镇也是在其任职期间开始有人居住的。镇中有多座19世纪建成的建筑，包括1870年建成的大伊纳瓜岛灯塔。
大伊纳瓜岛基本上所有人都居住在马修镇，多数是莫頓鹽公司的工人。